# 約翰·埃里克森
約翰·埃里克森 FRSE FBA FRSA（英語：John Erickson，1929年4月17日—2002年2月10日）是一位英國軍事歷史學家，曾长期任职爱丁堡大学防务研究所。在第二次世界大戰領域著有大量作品，其中最著名的是被合稱「兩條路」的《通往史達林格勒之路》與《通往柏林之路》，本系列作從蘇聯視角論述對抗二戰東線戰場，時間跨度自1941年至1945年全期，以史達林格勒戰役作為分界點。冷戰期間，埃里克森也是知名的「俄國專家」，並精通俄文。

## 生平
埃里克森出生於於1929年4月17日的英格蘭南希爾茲（當時屬於達勒姆郡），曾就讀於南希爾茲男子高中與劍橋大學聖約翰學院，並於後者取得榮譽碩士學位。1946年至1949年於英國情報部門任職。1956年到1958年，埃里克森當上牛津大學聖安東尼學院研究員，在第二次中東戰爭（蘇伊士運河危機）時曾作為蘇格蘭邊民團預備軍官被重新徵召入役，危機結束後才返回研究工作，在此期間結識了來牛津大學讀英文的年輕南斯拉夫人（塞爾維亞裔）柳比卡·彼得羅維奇（Ljubica Petrovic），兩人便交往結婚，交往期間還曾於1957年前往南斯拉夫申請文化專員許可。冷戰期間，埃里克森還曾當過北約顧問和一些非正式外交職務。1958年，埃里克森進入聖安德魯斯大學擔任講師，開始研究蘇聯武裝力量。1962年，出任曼徹斯特大學高級講師，同年出版首部著作《蘇聯統帥部：1918-1941年》。1967年任職於愛丁堡大學高級防務研究所，1969年成為教授，研究重心逐漸轉為蘇德戰爭。埃里克森還擁有愛丁堡皇家學會會員（1982年）與英國國家學術院會員（1985年）資格。1988年至1996年，埃里克森擔任防務研究中心主任。

## 在蘇德戰爭研究史的地位
埃里克森精通俄文，以及對蘇聯在東線戰史方面公正冷峻的研究使其贏得巨大的聲譽。由於埃里克森是在東西方緩和時期開始研究，使他能夠初步接觸蘇軍資料，並從蘇聯同行的交流中校正以往過度依賴德方文獻的缺失。此一時期蘇聯方面也在戰史研究中取得較大進展，而非1950與1960年代只能提供半宣傳性質的作品作為參考。埃里克森亦曾為研究專程前往波蘭拜會蘇聯元帥康斯坦丁·康斯坦丁諾維奇·羅科索夫斯基。在具備不同於以往的自由度條件下，埃里克森才得以寫出《蘇聯統帥部：1918-1941年》、《通往史達林格勒之路》與《通往柏林之路》，其中後兩部作品被評價為蘇德戰爭研究的扛鼎之作，也是有關研究中必不可少的優秀作品。同為以研究蘇德戰爭聞名的美國退役上校大衛·葛蘭茨將埃里克森與馬爾科姆·麥金塔並稱為「研究這一領域的兩位巨人」，「他們對於蘇聯紅軍的研究具有啟發性的作用，並樹立了成功的楷模，他們的研究成果也經受住了時間的檢驗。」中國戰略學者王鼎杰在《東線文庫》系列著作作序，稱埃里克森對軸心國陣營的史料挖掘較同行前輩的更為細緻、全面，然而「兩條路」著作出版後僅數年，蘇聯與華約集團解體，而蘇聯檔案開始爆炸性公佈，埃里克森的著作雖經受住新史料的檢驗，但卻未能再進一步行程新方法的再突破。

## 作品
- 註：下列英文書名下方之中文書名為當前已出版的中譯本（未涵蓋著作的再版版本）。

- John Erickson. . London: St Martin's Press (Macmillan). 1962 （英语）.
- John Erickson. . London: Routledge & Kegan Paul, for The Historical Association. 1964 （英语）.
- John Erickson. . New York: Praeger. 1966 （英语）.
- John Erickson. . New York: Harper & Row, Publishers. 1975. ISBN 0-06-011141-0 （英语）.
- John Erickson. . London: Royal United Services Institute. 1976 （英语）.
- John Erickson. . London: Palgrave Macmillan Press. 1979. ISBN 0-333-22081-1 （英语）.
- John Erickson. . London: Weidenfeld & Nicolson. 1983 （英语）.
  - 約翰·埃里克森. . 夏科峰/李岩 譯. 北京: 台海出版社. 2019. ISBN 9787516821459 （中文）.
- John Erickson. . London: Weidenfeld & Nicolson. 1983 （英语）.
  - 約翰·埃里克森. . 小小冰人 譯. 北京: 台海出版社. 2016. ISBN 9787516810231 （中文）.
- John Erickson. . Westview Printing. 1986. ISBN 0-89158-796-9 （英语）.
- John Erickson; Richard Simpkin. . Potomac Books Inc. 1987. ISBN 978-0080311937 （英语）.
- John Erickson; David Dilks (编). . Edinburgh University Press. 1994. ISBN 978-0748611119 （英语）.
- John Erickson. . Carlton Publishing. 2001. ISBN 978-1842222607 （英语）.
- 紀錄片《俄國戰場》（Russian Front），共四集，由克倫威爾影視（Cromwell Films）發行於1998年。